# Алексеенко, Илья Прокофьевич
Илья́ Проко́фьевич Алексе́енко (20 июня 1899, село Глотово, Курская губерния — 2 августа 1941, Вязьма, Смоленская область) — советский военный деятель, Генерал-майор танковых войск (1940 год).

## Биография
Илья Прокофьевич Алексеенко родился 20 июня 1899 года в селе Глотово (по другим данным — в слободе Подол), ныне — Грайворонского района Белгородской области.
В 1913 году окончил начальное четырёхклассное училище. С 1915 по 1917 годы работал в Ростове-на-Дону чернорабочим на макаронной фабрике Чурилина.

### Гражданская война
В марте 1918 года красноармейцем вступил в состав 74-го Курского пехотного советского полка.
В апреле 1919 года был направлен сначала на Курские пехотные командные курсы, а затем на 1-е Московские пулемётные советские курсы, после окончания которых в апреле 1920 года был назначен на должность командира пулемётного взвода в составе 420-го стрелкового полка (47-я стрелковая дивизия, 12-я армия). В мае того же года Алексеенко был переведен в 57-й стрелковый полк в составе 7-й стрелковой дивизии той же армии, где служил на должностях командира пулемётного взвода, начальника и помощника начальника пулемётной команды.
Принимал участие в ходе боевых действиях на Западном фронте против белополяков, а затем против повстанцев на Украине. Был дважды ранен в боях.

### Межвоенное время
С мая 1922 года Алексеенко служил в составе 44-й стрелковой дивизии (Украинский военный округ) на должностях помощника начальника пулемётной команды 391-го стрелкового полка, помощника начальника и начальника пулемётной команды 131-го стрелкового полка, а с октября 1924 года — на должностях курсового командира и командира роты в составе Киевской военной школы.
В 1925 году закончил Харьковские командные пулемётные курсы, а в 1926 году — экстерном Киевскую военную школу.
С ноября 1930 года продолжил служить в 44-й стрелковой дивизии на должностях командира батальона 132-го и 131-го стрелковых полков.
В мае 1932 года Алексеенко был направлен на учёбу на Ленинградские бронетанковые курсы усовершенствования командного состава, после окончания которых в сентябре того же года был назначен на должность командира отдельного танкового батальона в составе 44-й стрелковой дивизии, в мае 1935 года — на должность командира учебного танкового батальона в составе 17-й механизированной бригады (Украинский военный округ), в июне 1937 года — на должность командира 28-го механизированного полка (28-я кавалерийская дивизия, Киевский военный округ), а в апреле 1938 года — на должность командира 9-го танкового полка (32-я кавалерийская дивизия).
Находясь на должности командира 11-й легкотанковой бригады (заменил убитого в бою комбрига М. П. Яковлева), полковник Алексеенко принимал участие в боевых действиях на Халхин-Голе.
В июне 1940 года был назначен на должность командира 17-й танковой дивизией, а в марте 1941 года — на должность командира 5-го механизированного корпуса (16-я армия, Забайкальский военный округ).

### Великая Отечественная война
С началом войны корпус под командованием Алексеенко был передислоцирован и в июле 20-й армии включён в состав Западного фронта. В ходе Смоленского сражения 5-й механизированный корпус был окружён и с 10 по 11 июля вёл боевые действия в окружении. За умелое руководство корпусом 1 августа 1941 года Алексеенко был награждён орденом Ленина.
2 августа 1941 года генерал-майор танковых войск Илья Прокофьевич Алексеенко был ранен в районе Соловьёвской переправы во время миномётного обстрела и 3 августа умер от ран в Вязьме. Похоронен на Екатерининском кладбище города.

## Награды
- Два ордена Ленина
- Орден Красного Знамени
- Юбилейная медаль «XX лет Рабоче-Крестьянской Красной Армии»
- Орден Красного Знамени (МНР)

## Воинские звания
- Майор (1935)
- Полковник (1938)
- Комбриг (29.10.1939)
- Генерал-майор танковых войск (4.6.1940)

## Память
- На могиле установлен надгробный памятник на Екатерининском кладбище Вязьмы.
- Имя увековечено в Главном Храме Вооружённых сил России и запечатлено на мемориале «Дорога памяти»[6].